# Liste der Bodendenkmale in Schülp b. Nortorf
In der Liste der Bodendenkmale in Schülp b. Nortorf sind die Bodendenkmale der Gemeinde Schülp b. Nortorf nach dem Stand der Bodendenkmalliste des Archäologischen Landesamts Schleswig-Holstein von 2016 aufgelistet.
| Denkmal-ID           | Befundart           | Bezeichnung                 | Zeitstellung                 | Lage | Bemerkungen | Bild |
| -------------------- | ------------------- | --------------------------- | ---------------------------- | ---- | ----------- | ---- |
| aKD-ALSH-Nr. 003 445 | Altweg, Hafen       | Weg/Furt/Wasserstraße/Hafen | Vor- und Frühgeschichte      |      |             |      |
| aKD-ALSH-Nr. 003 446 | Grabmal > Grabhügel | Grabhügel                   | Vor- und/oder Frühgeschichte |      |             |      |
| aKD-ALSH-Nr. 003 447 | Grabmal > Grabhügel | Grabhügel                   | Vor- und/oder Frühgeschichte |      |             |      |